# ليون باتشيكو سولانو
ليون باتشيكو سولانو (بالإسبانية: León Pacheco Solano)‏ هو صحفي وكاتب كوستاريكي، ولد في 9 مايو 1898 في Tres Ríos, Cartago ‏ في كوستاريكا، وتوفي في 26 يوليو 1980 في سان خوسيه في كوستاريكا.